# 卡塔琳娜·布林
卡塔琳娜·布林（德語：Katharina Bullin，1959年3月2日—），德国前女子排球运动员。她曾代表东德成年国家队参加1980年夏季奥林匹克运动会排球比赛，获得一枚银牌。